# مرغ کریچ‌ساز واگلکوپ
مرغ کریچ‌ساز واگلکوپ (نام علمی: Amblyornis inornata) نام یک گونه از سرده کودن‌مرغ است.